# Донато, Магда
Кармен Ева Нелкен Мансбергер, более известная как Магда Донато (исп. Carmen Eva Nelken Mansberger, mas conocido como Magda Donato) (6 февраля 1898, Мадрид, Испания — 3 ноября 1966, Мехико, Мексика) — испанская и мексиканская актриса, драматург, журналистка, рассказчица и сценаристка, а также активистка-феминистка.

## Биография
Родилась 6 февраля 1898 года (по другим сведениям родилась 6 февраля 1905 года) в Мадриде в семье торговцев еврейско-немецкого происхождения. Её отец был испанским ювелиром, а мать, родившаяся во Франции, была дочерью часовщика, которая в 1889 году уехала в Мадрид работать дворцовым часовщиком и, кроме того, владела часовым и ювелирным магазином на площади Пуэрта-дель-Соль, № 15. Богатая семья дала ей тщательное высшее образование, необычное для женщин того времени. У актрисы была старшая сестра — Маргарита Нелкен (1894—1968), испанский политик и сценаристка. В 1917 году, в возрасте девятнадцати лет будущая актриса стала писать для газеты El Imparcial, газеты семьи Гассет научные статьи и очерки, отвечая за «Женский» раздел и ведя колонки. Эти первые статьи, выходившие с января 1917 года по июнь 1918 года, первоначально посвященные моде, эволюционировали в сторону других, более широких тем, интересующих женщин. В 1920 году она начала сотрудничество с журналом
España, одним из самых престижных журналов о культуре того времени, где опубликовала свою колонку о феминизме. Позже она начала работать в других мадридских газетах и журналах о культуре, таких как Estampa, El Liberal, La Tribuna, Heraldo de Madrid, Informaciones и Blanco y Negro. Свои статьи она подписывала как «Магда Донато», чтобы выступить против своей старшей сестры Маргариты Нелькен. В итоге это имя стало её сценическим псевдонимом.
Будущая актриса была женщиной, которая порвала с женским стереотипом, характерным для женщин в Испании в первые десятилетия века, ограниченным и ориентированным на домашнее хозяйство в силу социальных традиций. Она была прогрессивной и феминистской, анализируя роль, отведенную женщине в обществе, работе, эмансипации и т. д. Она была членом Союза женщин Испании, организации, возглавляемой Марией де ла О Лехаррага, которая была ориентирована на социализм, и она критиковала феминизм, защищаемый Национальной ассоциацией испанских женщин, возглавляемой Марией Эспиноса де лос Монтерос, считая его умеренным и католическим.
В 1939 году будущая актриса была вынуждена покинуть страну из-за гражданской войны в Испании, уехала во Францию, а в ноябре 1941 года прибыла в Мексику, где начала карьеру актрисы в группе «Комедианты Франции». В мексиканском кинематографе дебютировала в 1943 году, играла вплоть до своей смерти и снялась в 46 работах в кино и телесериалах. Её работа как актрисы была отмечена в 1960 году наградой за лучшую женскую роль, присуждаемой Группой театральных критиков.
Скончалась 3 ноября 1966 года в Мехико. После её смерти, Мада Карреньо, её друг и душеприказчик, учредил Премию Магды Донато, призванную признать и наградить лучшие письменные произведения года — награду, учрежденную Национальной ассоциацией Режиссёров и актёров (ANDA) до своего исчезновения в 1973 году.